# Europlant
Europlant Pflanzenzucht GmbH est une entreprise allemande de sélection et de production de plants de pomme de terre dont le siège est à Lunebourg (Land de Basse-Saxe) et qui emploie 130 salariés.
C'est une filiale du groupe « Böhm-Nordkartoffel Gruppe ». 
En 2008, Europlant a réalisé un chiffre d'affaires de 98 millions d'euros.

## Histoire
Europlant trouve son origine en 1900 dans l'Odenwald. C'est là que Georg Friedrich Böhm fonda sa station de sélection. Celle-ci a été absorbée en 1928 dans la coopérative Saatzuchtvereinigung Lüneburg Ebstorf puis en 1975 dans la société Nordkartoffel Zuchtgesellschaft mbH.
Europlant a pris naissance en 1993 par la fusion de Kartoffelzucht Böhm (Lunebourg) avec Nordkartoffel Zuchtgesellschaft mbH (Ebstorf).
Son association avec la société sœur Böhm-Nordkartoffel Agrarproduktion OHG (BNA) a permis à l'entreprise d'acquérir une position de leader dans le secteur en Allemagne. 
Bioplant est une autre société sœur qui abrite le centre de compétence en génie génétique du groupe.

## Produits
Les plants de base produits par Europlant sont multipliés exclusivement dans les exploitations agricoles propres à l'entreprise.
Europlant produit exclusivement des pommes de terre, dont des variétés très connues telles que 'Cilena' ou 'Belana'. La variété 'Linda' n'est plus plantée par l'entreprise.